# Бастау (Актюбинская область)
Бастау (каз. Бастау) — село в Алгинском районе Актюбинской области Казахстана. Входит в состав Маржанбулакского сельского округа.

## История
Образовано в 2017 г.